# Hans Jörg Sandkühler
Hans Jörg Sandkühler (* 27. August 1940 in Freiburg im Breisgau) ist ein deutscher Philosoph und emeritierter Professor.

## Leben
Von 1960 bis 1965 studierte Sandkühler Philosophie und Rechtswissenschaften an der Universität Innsbruck, der Westfälischen Wilhelms-Universität in Münster sowie an der Sorbonne. Er wurde 1967 in Münster bei Joachim Ritter mit einer Dissertation über Friedrich Wilhelm Schelling promoviert. Von 1965 bis 1970 war er als Assistent bei Odo Marquard an der Justus-Liebig-Universität Gießen tätig. Nach seiner Habilitation im Jahr 1970 zu Fragen der Erkenntnistheorie und Hermeneutik wurde Sandkühler 1971 Professor am Zentrum für Philosophie und Grundlagen der Wissenschaft der Universität Gießen.
Seit 1974 ist Sandkühler Professor an der Universität Bremen.
Von 1983 bis 1989 war er im Wissenschaftlichen Beirat des Instituts für Marxistische Studien und Forschungen. 2003 übernahm Sandkühler die Leitung der Deutschen Abteilung Menschenrechte und Kulturen des europäischen UNESCO-Lehrstuhls für Philosophie/Paris an der Universität Bremen, die er auch nach seiner Emeritierung 2005 ausübt.

## Veröffentlichungen

### Monografien
- Praxis und Geschichtsbewußtsein. Studie zur materialistischen Dialektik, Erkenntnistheorie und Hermeneutik. Suhrkamp, Frankfurt am Main 1973, ISBN 3-518-00529-4.
- Geschichte, gesellschaftliche Bewegung und Erkenntnisprozess. Studien zur Dialektik der Theorienentwicklung in der bürgerlichen Gesellschaft. Akademie-Verlag, Berlin 1984.
  - Nachdruck: Geschichte, gesellschaftliche Bewegung und Erkenntnisprozess. Studien zur Dialektik der Theorienentwicklung in der bürgerlichen Gesellschaft. De Gruyter, Berlin 2021.
- Demokratie des Wissens. Aufklärung, Rationalität, Menschenrechte und die Notwendigkeit des Möglichen. VSA, Hamburg 1991, ISBN 3-87975-578-7.
- Die Wirklichkeit des Wissens. Geschichtliche Einführung in die Epistemologie und Theorie der Erkenntnis. Suhrkamp, Frankfurt am Main 1991, ISBN 3-518-11679-7.
- Kritik der Repräsentation. Einführung in die Theorie der Überzeugungen, der Wissenskulturen und des Wissens. Suhrkamp, Frankfurt am Main 2009, ISBN 978-3-518-29520-5.
- Natur und Wissenskulturen. (= Sorbonne-Vorlesungen über Epistemologie und Pluralismus.) Metzler, Stuttgart 2002, ISBN 3-476-01920-9.
- Idealismus in praktischer Absicht. Studien zu Kant, Schelling und Hegel. (= Philosophie und Geschichte der Wissenschaften, Band 75.) Lang, Frankfurt am Main 2013, ISBN 978-3-631-64089-0.
- Recht und Staat nach menschlichem Maß. Einführung in die Rechts- und Staatstheorie in menschenrechtlicher Perspektive. Velbrück Wissenschaft, Weilerswist 2013, ISBN 978-3-942393-52-2.
- Nach dem Unrecht. Plädoyer für einen neuen Rechtspositivismus. Alber, Freiburg im Breisgau 2015, ISBN 3-495-48765-4.
- Menschenwürde und Menschenrechte. Über die Verletzbarkeit und den Schutz der Menschen. Alber, Freiburg im Breisgau 2014, 2. Auflage 2015, ISBN 3-495-48766-2.

### Herausgeberschaften
- Zusammen mit Hans Heinz Holz: Betrifft: Gramsci – Philosophie und revolutionäre Politik in Italien. Mit einer Bibliographie der Werkausgaben, der deutschsprachigen Gramsci-Literatur und Auswahlbibliographien französischer und englischer Literatur. Pahl-Rugenstein, Köln 1980, ISBN 978-3-760-90373-6.
- Zusammen mit Domenico Losurdo: Philosophie als Verteidigung des Ganzen der Vernunft. (= Reihe Studien zur Dialektik). Pahl-Rugenstein,  Köln 1988, ISBN 978-3-7609-1218-9.
- Enzyklopädie und Emanzipation. Das ganze Wissen. (= Dialektik, Band 16). Pahl-Rugenstein, Köln 1988, ISBN 3-7609-1255-9.
- Europäische Enzyklopädie zu Philosophie und Wissenschaften. In Zusammenarbeit mit dem Istituto Italiano per gli Studi Filosofici und Arnim Regenbogen. 4 Bände, Meiner, Hamburg 1990, ISBN 3-7873-0983-7.
- Enzyklopädie Philosophie. Unter Mitarbeit von Detlev Pätzold, Arnim Regenbogen und Pirmin Stekeler-Weithofer. 2 Bände, Meiner, Hamburg 1999, ISBN 978-3-7873-1452-2.
  - Überarbeitete und erweiterte Neuauflage: Enzyklopädie Philosophie. Unter Mitarbeit von Dagmar Borchers, Arnim Regenbogen, Volker Schürmann und Pirmin Stekeler-Weithofer. 3 Bände, Meiner, Hamburg 2021, ISBN 978-3-7873-1999-2.
- Friedrich Wilhelm Joseph Schelling, Philosophische Entwürfe und Tagebücher. Weitergeführt von Martin Schraven. Meiner, Hamburg 1994 ff.
- Kultur und Symbol. Ein Handbuch zur Philosophie Ernst Cassirers. Zusammen mit Detlev Pätzold. Metzler, Stuttgart 2003, ISBN 3-476-01974-8.
- Handbuch Deutscher Idealismus. Metzler, Stuttgart 2005, ISBN 3-476-02118-1.
- Repräsentation und Wissenskulturen. Peter Lang, Frankfurt am Main 2007, ISBN 978-3-631-57162-0.
- Philosophie, wozu? Suhrkamp, Frankfurt am Main 2008, ISBN 978-3-518-29466-6.
- Menschenrechte in die Zukunft denken. 60 Jahre Allgemeine Erklärung der Menschenrechte. Nomos, Baden-Baden 2009, ISBN 978-3-8329-4682-1.
- Philosophie im Nationalsozialismus. Meiner, Hamburg 2009, ISBN 978-3-7873-1937-4.
- Recht und Moral. Meiner, Hamburg 2010, ISBN 978-3-7873-1986-2.